# Ceaslivți, Ujhorod
Ceaslivți (în ucraineană Часлівці) este un sat în comuna Korîtneanî din raionul Ujhorod, regiunea Transcarpatia, Ucraina.

## Demografie
Componența lingvistică a localității Ceaslivți
     Maghiară (49,88%)
     Ucraineană (48,17%)
     Rusă (1,59%)
     Alte limbi (0,37%)
Conform recensământului din 2001, nu exista o limbă vorbită de majoritatea populației, aceasta fiind compusă din vorbitori de maghiară (49,88%), ucraineană (48,17%) și rusă (1,59%).